# Jules Richard (fotografo 1848)
Jules Richard (Lione, 19 dicembre 1848 – Parigi, 18 giugno 1930) è stato un fotografo, inventore e imprenditore francese.
Formatosi con suo padre, portò avanti l'azienda di famiglia. Fu l'inventore delle macchine stereografiche Verascope e Glyphoscope, nonché del visualizzatore stereografico Taxiphote.

## Biografia

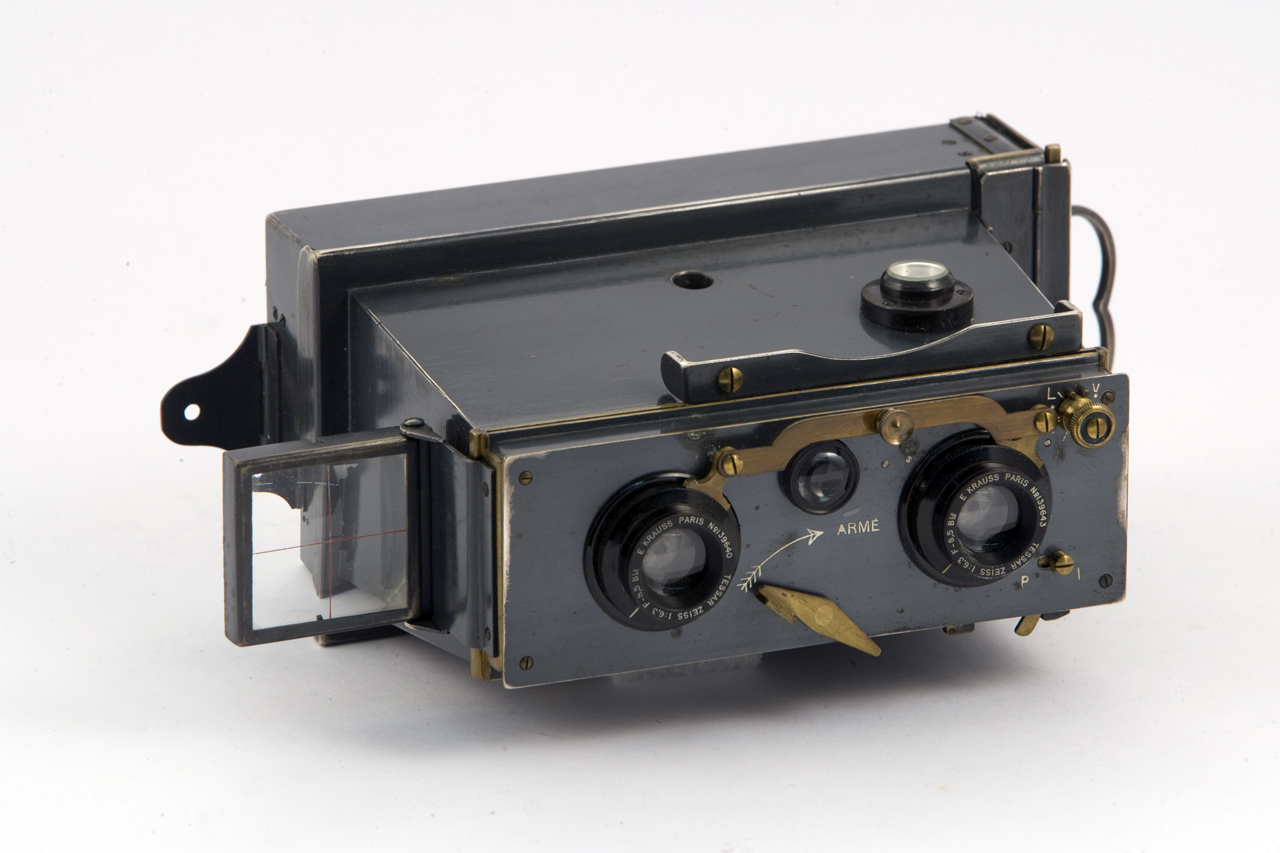
Apparecchio fotografico stereoscopico, a magazzino per pellicola in rullo, creato da Jules Richard, 1925.

Suo padre fu l'inventore parigino Félix Richard, mentre suo zio fu Paul-Gustave Froment. Dopo gli inizi nella bottega di suo padre, Richard si occupo di apparecchiature telegrafiche negli anni '70 dell'Ottocento. Nel 1877, un anno dopo la morte di suo padre, tornò a lavorare nell'azienda di famiglia con suo fratello minore Max, acquisendo nel decennio successivo una buona reputazione nella costruzione di barometri scientifici e altri dispositivi di registrazione ambientale, come anemometri, pirometri, barografi aneroidi e dinamometri. Nel 1891 i due fratelli cessarono la loro collaborazione e la Richard Frères fu rinominata Jules Richard, la quale nel 1893 iniziò a produrre macchine stereoscopiche.
Richard fu l'inventore della macchina stereografica Verascope (1893), seguita dalla Glyphoscope, una versione più economica della precedente. Tra il 1894 e il 1935 la compagnia vendette più di 120.000 modelli. Nel 1899 Richard brevettò e introdusse in vendita il Taxiphote, un visualizzatore da tavolo per le diapositive stereografiche in vetro prodotte dal Vérascope.
La collezione permanente dello Houston Museum of Fine Arts possiede un esempio di Taxiphote, mentre alla George Eastman House sono presenti più di 1.100 macchine fotografiche, prototipi e foto stereografiche appartenenti a Richard. Altri modelli di Taxiphote e Verascope si trovano all'History of Science Museum di Oxford, mentre al National Museum of American History di Washington è presente un barometro aneroide della Richard Freres. Il Museo nazionale del cinema di Torino possiede alcuni modelli del Verascope.